# Anchovia clupeoides
Anchovia clupeoides är en fiskart som först beskrevs av Swainson, 1839.  Anchovia clupeoides ingår i släktet Anchovia och familjen Engraulidae. Inga underarter finns listade i Catalogue of Life.